# Peter Wallenbergs professur i finansiell ekonomi

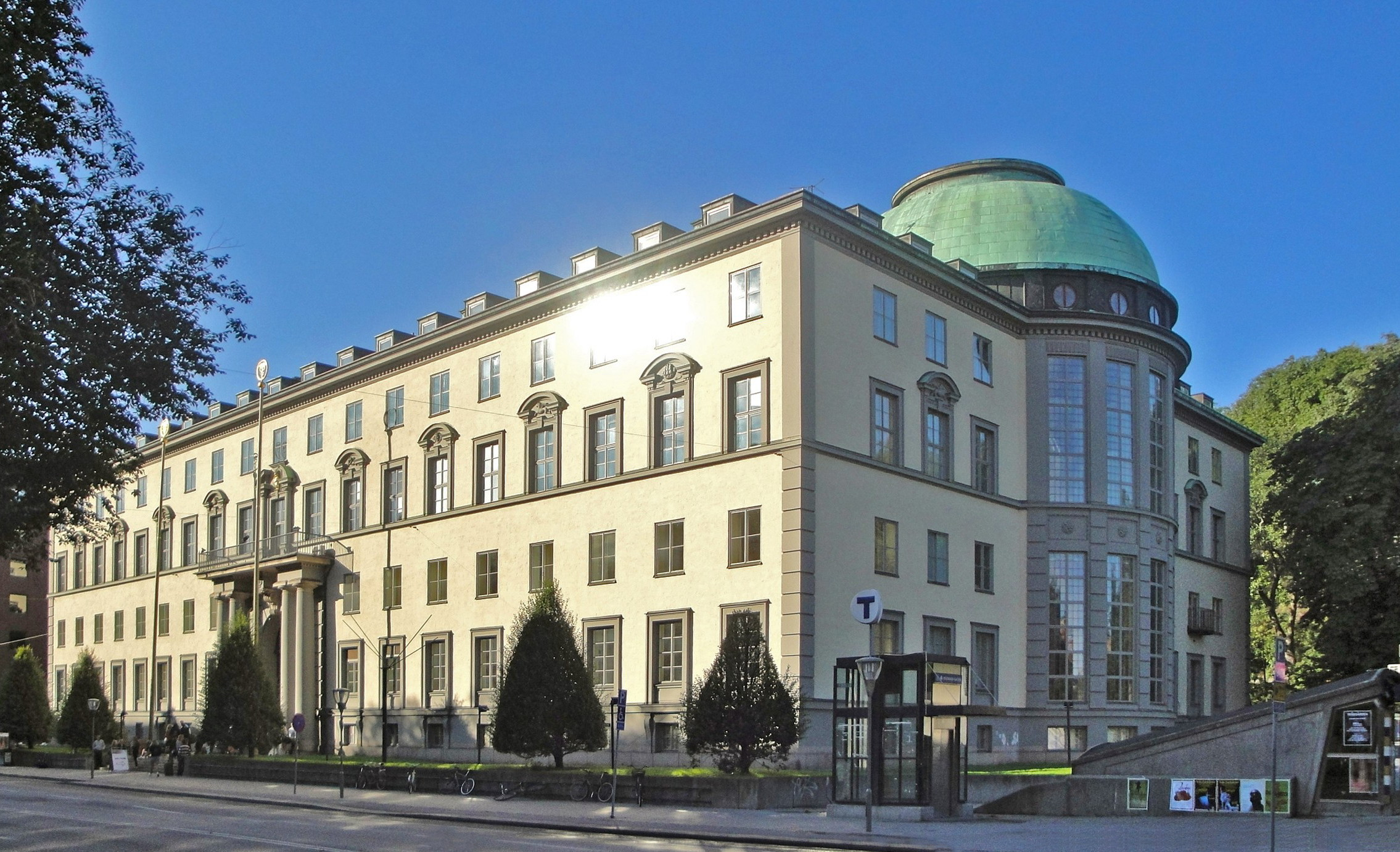
Peter Wallenbergs professur i finansiell ekonomi är en donationsprofessur vid Handelshögskolan i Stockholm

Peter Wallenbergs professur i finansiell ekonomi med särskild inriktning mot internationellt företagande är en donationsprofessur i finansiell ekonomi vid Handelshögskolan i Stockholm. Professuren inrättades år 1993 genom en donation från Wallenbergstiftelserna. Professuren är namngiven efter Peter Wallenberg. Nuvarande innehavare är professor Magnus Dahlquist vid Handelshögskolan i Stockholm.

## Innehavare
- Bertil Näslund 1993-2000
- Magnus Dahlquist 2006-